# Мастромарино, Микеле
Микеле Мастромарино (итал. Michele Mastromarino; 1 ноября 1893, Кальяри — 25 июня 1986, Кальяри) — итальянский гимнаст. Олимпийский чемпион 1920 года.

## Биография
Микеле Мастромарино родился 1 ноября 1893 года в итальянском городе Кальяри.
Начал заниматься гимнастикой, будучи вдохновлённым фигурой двукратного олимпийского чемпиона 1908 и 1912 годов Альберто Бральи.
В 1920 году вошёл в состав сборной Италии на летних Олимпийских играх в Антверпене. Сборная Италии, за которую также выступали ещё 26 гимнастов, завоевала золотую медаль в командном многоборье по европейской системе, набрав 359,855 балла.
После завершения выступлений работал инструктором по гимнастике в разных клубах и учреждениях.
Был награждён золотой медалью Национального олимпийского комитета Италии.
Умер 25 июня 1986 года в Кальяри.